# Jan Hus (film din 2015)
Jan Hus este un film istoric ceh de televiziune din 2015 regizat de Jiří Svoboda după un scenariu de Eva Kantůrková și Jiří Svoboda. Este inspirat din viața teologului ceh Jan Hus. Este format din trei părți. Jan Hus este unul dintre cele mai scumpe proiecte ale televiziunii cehe (Česká televize⁠(d)).
Intriga filmului are loc între 1407 (întâlnirea dintre Jan Hus și Ieronim) și 1415 (arderea lui Jan Hus la Conciliul de la Konstanz / Constanța). Rolurile principale au fost interpretate de Matěj Hádek, Milan Kňažko și Jan Dolanský.

## Rezumat
Filmul începe când regele ceh Venceslau al IV-lea este închis de fratele său Sigismund. Trupele lui Sigismund jefuiesc teritoriul Boemiei. 
Jan Hus critică noua ordine în timpul predicilor sale. De asemenea, începe să critice condițiile din Biserică, ceea ce îi aduce ura altor preoți. Papa impune un interdict la Praga, iar Hus trebuie să părăsească orașul. El nu este în siguranță nici în orașul său natal Husinec⁠(d), dar Jidnřich Lefl îi asigură o ascunzătoare. Hus este invitat la Konstanz pentru a-și apăra învățăturile. El este de acord, dar este arestat pe drum. Este executat la 6 iunie 1415 prin ardere pe rug.

## Distribuție

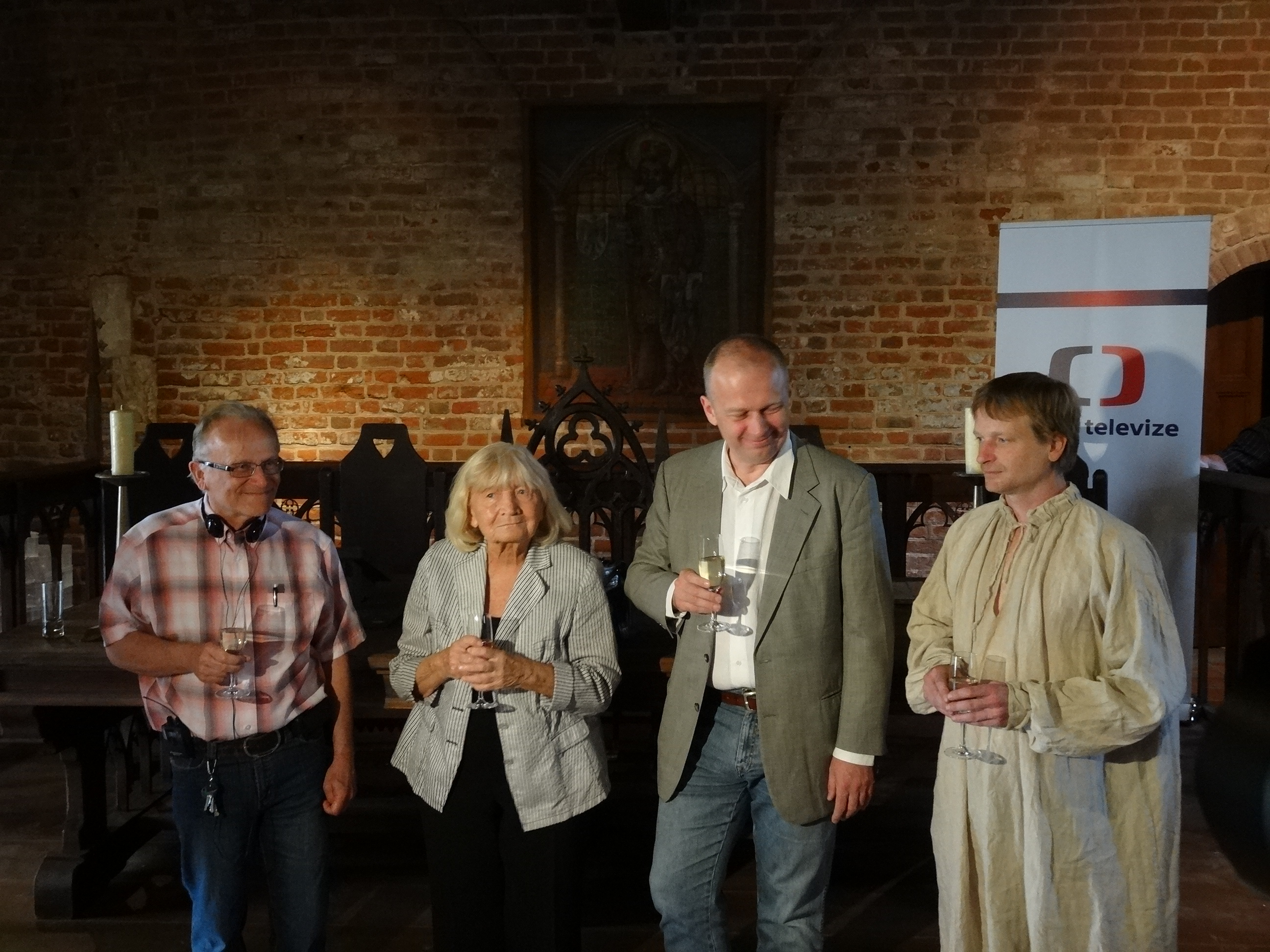
Creatorii principali ai filmului împreună cu Matěj Hádek

- Matěj Hádek⁠(d) ca Jan Hus[7]
- Milan Kňažko⁠(d) ca Dominican[7]
- Jan Dolanský⁠(d) ca Štěpán Paleč,[7] un prieten apropiat al lui Jan Hus, ulterior s-a întors împotriva lui Hus
- Vladimír Javorský ca Venceslau al IV-lea al Boemiei,[7] rege romano-german
- Michal Dlouhý ca Sigismund de Luxemburg,[7] rege și împӑrat romano-german
- Jan Plouhar ca Ieronim din Praga,[7] filosof ceh
- Marika Šoposká⁠(d) ca Sofia de Bavaria,[7] a doua soție a împӑratului Venceslau

## Producție
Filmările au început în iunie 2014. Au avut loc în 20 de locuri din Republica Cehă folosindu-se aproximativ 2.000 de figuranți. A fost filmat la Praga în Mănăstirea Sfânta Ana Františka, la Castelul Lipnice, la Lipnice nad Sázavou⁠(d), la Třebíč, la Zvíkov⁠(d), Křivoklát sau Cheb. S-a luat în considerare și Kostnice, dar aspectul actual al orașului a fost considerat ca nepotrivit filmului. Scena arderii lui Hus a fost astfel filmată lângă Kutná Hora. Filmările s-au încheiat la 24 februarie 2015.
Filmul a fost coprodus de ARTE cu Televiziunea Cehă.
Coloana sonoră a fost compusă de Michael Kocáb⁠(d) timp de trei luni, conține muzică simfonică cu elemente sintetice și rock. Corurile și pasaje cântate au fost înregistrate în studiourile televiziunii cehe de către un cor format din douăzeci de membri și cântăreții Iva Bittová⁠(d) și Matěj Ruppert⁠(d).
A avut un buget de 45 de milioane de coroane cehe.

## Recepție
Filmul Jan Hus a avut recenzii mixte. 
Istoricul Martin Vaňáč a criticat filmul pentru numeroasele sale inexactități istorice. 
Jan Hus a fost nominalizat la premiile Leul Ceh la categoria Cel mai bun film de televiziune sau miniserie, dar nu a câștigat premiul.